# Contea di Desana
La contea di Desana è stata una piccola entità territoriale indipendente, feudo imperiale, a otto chilometri da Vercelli, enclave nel ducato di Savoia, governata, dal 1411 al 1693, da due rami della famiglia Tizzoni. Fino al 1510 era una signoria e il suo nome è tuttora rinomato tra i numismatici per le monete coniate dalla sua zecca.

## Storia
Il feudo si estendeva poco a sud di Vercelli, ad un'altitudine di 130 metri: l'investitura fu concessa nel 1411 a Lodovico I Tizzoni (del ramo di Giovanni) dal duca di Milano Filippo Maria Visconti e, dal 1413, fu annoverato tra i vassalli dell'imperatore Sigismondo di Lussemburgo. Il primo conte Lodovico II, designato il 3 luglio 1510 da Massimiliano I d'Asburgo, dimorava nel castello del borgo ed era membro di una delle quattro famiglie vercellesi cosiddette di baldacchino, in quanto possedevano l'effettiva giurisdizione di un territorio,
Il paese disponeva di tre chiese: la collegiata dei Santi Pietro e Maurizio (qui i conti venivano formalmente investiti e tumulati; altri preferivano la sepoltura in San Francesco di Vercelli), la Vergine Addolorata e i SS. Fabiano e Sebastiano.
Le prime notizie sul castello, invece, risalgono al secolo X durante il marchesato di Arduino d'Ivrea e fu costruito dai vescovi di Vercelli per difendere il distretto.

Nel secolo XV, presso la corte del marchese del Monferrato Teodoro II, Lodovico I fu creato senatore, consigliere e gran cancelliere. Intuito che Desana sarebbe potuta diventare un possedimento chiuso e forte, il Tizzoni chiese di avere il sito impegnandosi di restaurarlo, rifacendo la cinta muraria e popolandolo. Il sovrano monferrino accettò trasferendogli la proprietà e l'assoluto dominio sul paesello (15 settembre 1411). L'intraprendente vercellese fortificò la rocca, restaurò i caseggiati fatiscenti attraendo con la promessa di privilegi gli abitanti delle terre vicine.

Piazza Castello a Desana e la collegiata

Nel 1510, Lodovico II, nipote del precedente, per i servigi prestati all'imperatore asburgico, fu insignito della dignità di primo conte di Desana e di vicario generale del Sacro Romano Impero, in perpetuo per sé e i successori con tutti i diritti annessi. Una precedente investitura vi era stata già nel 1485 da parte di Federico III d'Asburgo: Lodovico II ottenne pure la prerogativa di battere moneta e fu proprio lui a realizzare la prima coniazione.
Sotto Lodovico II Desana visse un periodo fiorente (1483-1525) e nel castello si teneva corte con la partecipazione di aristocratici e letterati quali il vescovo e scrittore Matteo Bandello che ne parlò nelle sue Novelle.
Il territorio desanese fu poi occupato dai francesi che lo restituirono nel 1551 al conte Giovanni Maria. La contea, dunque, rimarrà ai Tizzoni fino al 1693, allorché la contessa di Desana e marchesa di Crescentino Irene di Tournon, vedova di Curzio Francesco e tutrice dei suoi figli, la vendette al duca di Savoia Vittorio Amedeo II.
I Tizzoni (che possedevano in Vercelli un palazzo con torre, tuttora esistente) avviarono nel 1510 l'officina monetaria, la cui produzione era caratterizzata soprattutto dall'imitazione di pezzi circolanti in altri Stati: dal tallero di Salisburgo, al liard di Enrico III di Francia, dal fiorino olandese al quattrino di Milano. Anche quando lo staterello fu temporaneamente in possesso di stranieri, come Francesco Mareuil, Pietro Berard e Filippo Tornielli, la battitura proseguì.

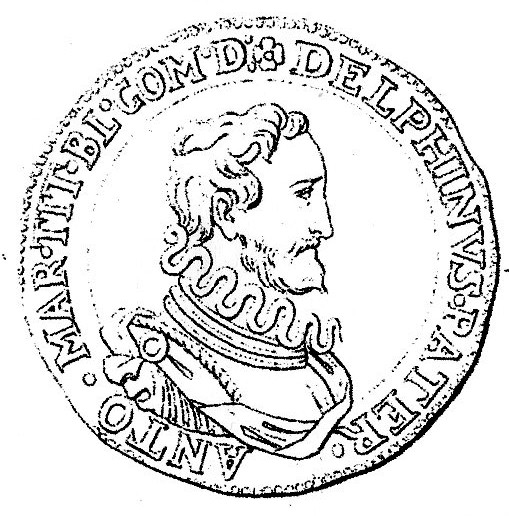
Moneta con effigie del conte Antonio Maria II (1617)

Lo stemma dei Tizzoni è così illustrato:

## Signori (1411-1510) e conti di Desana (1510-1693)[9]
| N° | Titolo        | Nome                   | Periodo                 | Consorte e note |
| 1  | Signore       | Lodovico I Tizzoni     | 1411 - 1440             | Agnesina di Mortario; figlio di Giovanni podestà di Saluzzola |
| 2  | Signore       | Antonio Maria I        | 1440 - 1459             | Odisetta d'Azeglio, Caterina Tizzoni |
| 2  | Signore       | Francesco I            | 1459 - 1483             | |
| 3  | Signore Conte | Lodovico II il Tizzone | 1483 - 1510 - 1525      | Bartolomea di Ranzo, Beatrice Vittoria Scarampi, prima contessa |
| 4  | Conte         | Giovanni Bartolomeo I  | 1525 - 1533             | Margherita Peletta |
| 5  | Conte         | Caio Cesare I          | 1533 - 1551             | Dorotea Grassi; privi di eredi |
| 6  | Conte         | Gabriele I             | 1542 - 1546 1552 - 1555 | ramo di Giacomo di Rive; usurpatore |
| 7  | Conte         | Giovanni Maria I       | 1546 - 1552 1555 - 1559 | Camilla Tizzoni; ramo di Andoazzo ed erede legittimo |
| 8  | Conte         | Agostino I             | 1560 - 1582             | Maddalena Pico della Mirandola; fratello di Gabriele, usurpatore |
| 9  | Conte         | Delfino I              | 1583 - 1598             | Margherita di Madruzzo-Challant; Camilla di Biandrate-Balzola, reggente (1598-1622); nipote di Giovanni Maria                                                                      |
| 10 | Conte         | Antonio Maria II       | 1598 - 1641             | Costanza di Biandrate |
| 11 | Conte         | Francesco Delfino      | 1641 - 1676             | Eleonora San Martino di Perella |
| 12 | Contessa      | Eleonora Camilla       | 1676 - 1679             | Filippo Della Chiesa di Cinzano; primogenita di Francesco Delfino che l'8 aprile 1676 alienò il feudo al genero, vendita impugnata dal ramo cadetto maschile di Rive e Crescentino |
| 13 | Conte         | Curzio Francesco Maria | 1679 - 1689             | Irene di Tournon, reggente (1689-1693), cedette la contea ai Savoia il I ottobre 1693; ramo di Rive, discendente da Enea                                                           |
| 14 | Conte         | Antonio Ignazio        | 1689 - 1693             | ultimo conte; i suoi discendenti si estingueranno con suor Maria Teresa |